# Sara Björk Gunnarsdóttir
Sara Björk Gunnarsdóttir (født 29. september 1990) er en Islandsk fodboldspiller, der spiller for Olympique Lyonnais i Division 1 Féminine.. Hun har tidligere spillet for VfL Wolfsburg i den tyske Frauen-Bundesliga og i den svenske klub FC Rosengård i Damallsvenskan. Sara Björk har været en del af Islands landshold siden 2007 og har repræsenteret sit land ved EM i fodbold for kvinder i 2009, 2013 og 2017.
I december 2018 blev hun udnævnt til Årets sportsperson i Island. I august 2020 blev hun den første islænder, der vandt UEFA Women's Champions League.

## Hæder

### Klub
Rosengård
- Damallsvenskan: Vinder 2011, 2013, 2014, 2015
- Svenska Cupen: Vinder 2016
- Svenska Supercupen: Vinder 2011, 2012, 2015, 2016

VfL Wolfsburg
- Bundesliga: Vinder 2016–17, 2017–18, 2018–19, 2019–20
- DFB-Pokal: Vinder 2016–17, 2017–18, 2018–19, 2019–20

Olympique Lyonnais
- Coupe de France: 2019–20
- Champions League: 2019–20

### Individuel
- Årets sportsperson i Island: 2018
- Årets sportsperson i Haukar: 2008